# Chico Buarque (альбом, 1989)
Chico Buarque — студийный альбом бразильского автора-исполнителя Шику Буарки, выпущенный в 1989 году на лейбле RCA Victor. Продюсерами выступили Омеру Феррейра и Луис Клаудиу Рамос.

## Отзывы и признание
| Оценки критиков                   | Оценки критиков |
| Источник                          | Оценка          |
| --------------------------------- | --------------- |
| AllMusic                          | [ 1 ]           |
| The Encyclopedia of Popular Music | [ 2 ]           |

В AllMusic присудили альбому высший бал — пять звёзд из пяти.

## Список композиций
Слова и музыка всех песен Шику Буарки, за исключением отмеченных.
1. «Morro Dois Irmãos» — 2:53
2. «Trapaças	2:36
3. «Na Ilha De Lia, No Barco De Rosa (Meio-Dia, Meia-Lua)» (Шику Буарки, Эду Лобу) — 3:34
4. «Baticum» (Шику Буарки, Жилберту Жил) — 3:41
5. «A Permuta Dos Santos» — 3:59
6. «O Futebol» — 2:51
7. «A Mais Bonita» — 3:33 — при участии Бебел Жилберту
8. «Uma Palavra» — 2:36
9. «Tanta Saudade» (Шику Буарки, Джаван) — 4:28
10. «Valsa Brasileira» (Шику Буарки, Эду Лобу) — 2:56